# Arnoltice
Arnoltice község Csehországban, Děčíni járásban. Arnoltice Labská Stráň, Bynovec, Hřensko, Ludvíkovice és Růžová településekkel határos. Lakosainak száma 422 fő (2024. január 1.).

## Népesség
A település lakosságának változását az alábbi diagram mutatja:
| Lakosok száma | 835  | 779  | 686  | 340  | 259  | 371  | 402  | 415  | 390  | 422  |
|               | 1869 | 1900 | 1921 | 1961 | 1980 | 2011 | 2016 | 2019 | 2021 | 2024 |